# Stoke-on-Trent
Stoke-on-Trent este un oraș și o Autoritate Unitară în regiunea West Midlands. 

## Personalități născute aici
- Hugh Dancy (n. 1975), actor;
- Aaron Ramsdale (n. 1998), fotbalist.

1. ↑  The London Gazette 33063 (PDF), p. 4449